# بروكستون (إنديانا)
بروكستون (بالإنجليزية: Brookston town, Indiana)‏ هي بلدة تقع بولاية إنديانا في الولايات المتحدة. تبلغ مساحتها 1.71 كم2، وترتفع عن سطح البحر 207.8736 م، بلغ عدد سكانها 1,554 نسمة في عام 2010 حسب إحصاء مكتب تعداد الولايات المتحدة وتصل الكثافة السكانية فيها 908.8 نسمة لكل كيلومتر مربع (2,353.8/ميل2).

## التركيبة السكانية
حدّد مكتب تعداد الولايات المتحدة بيانات التركيبة السكانية لبروكستون في تعداد الولايات المتحدة. في ما يلي، التركيبة السكانية حسب تعدادي 2000 و2010.

### تعداد عام 2000
بلغ عدد سكان بروكستون 1,717 نسمة بحسب تعداد عام 2000، وبلغ عدد الأسر 691 أسرة وعدد العائلات 503 عائلة مقيمة في البلدة. في حين سجلت الكثافة السكانية 1,004.1 نسمة لكل كيلومتر مربع (2,600.6/ميل2). وبلغ عدد الوحدات السكنية 723 وحدة بمتوسط كثافة قدره 422.8 لكل كيلومتر مربع (1,095.0/ميل2).
وتوزع التركيب العرقي للبلدة بنسبة 98.89% من البيض و0.06% من الأمريكيين الأفارقة و0.17% من الأمريكيين الأصليين و0.17% من الأمريكيين ذوي الأصول الآسيوية و0.17% من الأعراق الأخرى و0.52% من عرقين مختلطين أو أكثر و1.46% من الهسبانيون أو اللاتينيون من أي عرق.
بلغ عدد الأسر 691 أسرة كانت نسبة 37.5% منها لديها أطفال تحت سن الثامنة عشر تعيش معهم، وبلغت نسبة الأزواج القاطنين مع بعضهم البعض 55% من أصل المجموع الكلي للأسر، ونسبة 13.2% من الأسر كان لديها معيلات من الإناث دون وجود شريك، بينما كانت نسبة 4.6% من الأسر لديها معيلون من الذكور دون وجود شريكة وكانت نسبة 27.2% من غير العائلات. تألفت نسبة 23.2% من أصل جميع الأسر من عدة أفراد يعيشون في نفس المنزل ونسبة 11.6% كانت تتألف من شخص يعيش بمفرده يبلغ من العمر 65 عاماً أو أكثر. وبلغ متوسط حجم الأسرة المعيشية 2.48، أما متوسط حجم العائلات فبلغ 2.91.
بلغ العمر الوسطي للسكان 35.6 عاماً. وكانت نسبة 28.1% من القاطنين تحت سن الثامنة عشر، وكانت نسبة 6.1% بين الثامنة عشر والرابعة والعشرين عاماً، ونسبة 31% كانت واقعةً في الفئة العمرية ما بين الخامسة والعشرين والرابعة والأربعين عاماً، ونسبة 22.9% كانت ما بين الخامسة والأربعين والرابعة والستين، ونسبة 11.8% كانت ضمن فئة الخامسة والستين عاماً فما فوق. يوجد لكل 100 أنثى 89.7 ذكر، ويوجد لكل 100 أنثى في الثامنة عشر من عمرها فما فوق 82.3 ذكر.
بلغ متوسط دخل الأسرة في البلدة 41,422 دولارًا، أما متوسط دخل العائلة فبلغ 47,011 دولارًا. وكان متوسط دخل الذكور 35,645 دولارًا مقابل 22,891 دولارًا للإناث. وسجل دخل الفرد الخاص بالبلدة 18,291 دولارًا. وكانت نسبة 4% من العائلات ونسبة 5.2% من السكان تحت خط الفقر، وكان من هؤلاء نسبة 6.1% تحت سن الثامنة عشر ونسبة 5.7% في الخامسة والستين من العمر وما فوق.

### تعداد عام 2010
بلغ عدد سكان بروكستون 1,554 نسمة بحسب تعداد عام 2010، وبلغ عدد الأسر 624 أسرة وعدد العائلات 430 عائلة مقيمة في البلدة. في حين سجلت الكثافة السكانية 908.8 نسمة لكل كيلومتر مربع (2,353.8/ميل2). وبلغ عدد الوحدات السكنية 695 وحدة بمتوسط كثافة قدره 406.4 لكل كيلومتر مربع (1,052.6/ميل2).
وتوزع التركيب العرقي للبلدة بنسبة 98.01% من البيض و0.06% من الأمريكيين الأصليين و0.19% من الأمريكيين ذوي الأصول الآسيوية و0.06% من سكان جزر المحيط الهادئ و0.51% من الأعراق الأخرى و1.16% من عرقين مختلطين أو أكثر و2.57% من الهسبانيون أو اللاتينيون من أي عرق.
بلغ عدد الأسر 624 أسرة كانت نسبة 34.8% منها لديها أطفال تحت سن الثامنة عشر تعيش معهم، وبلغت نسبة الأزواج القاطنين مع بعضهم البعض 50.8% من أصل المجموع الكلي للأسر، ونسبة 11.4% من الأسر كان لديها معيلات من الإناث دون وجود شريك، بينما كانت نسبة 6.7% من الأسر لديها معيلون من الذكور دون وجود شريكة وكانت نسبة 31.1% من غير العائلات. تألفت نسبة 26.1% من أصل جميع الأسر من عدة أفراد يعيشون في نفس المنزل ونسبة 11.2% كانت تتألف من شخص يعيش بمفرده يبلغ من العمر 65 عاماً أو أكثر. وبلغ متوسط حجم الأسرة المعيشية 2.49، أما متوسط حجم العائلات فبلغ 2.97.
بلغ العمر الوسطي للسكان 37.6 عاماً. وكانت نسبة 26.6% من القاطنين تحت سن الثامنة عشر، وكانت نسبة 7% بين الثامنة عشر والرابعة والعشرين عاماً، ونسبة 26.8% كانت واقعةً في الفئة العمرية ما بين الخامسة والعشرين والرابعة والأربعين عاماً، ونسبة 27.7% كانت ما بين الخامسة والأربعين والرابعة والستين، ونسبة 11.9% كانت ضمن فئة الخامسة والستين عاماً فما فوق. وتوزع التركيب الجنسي للسكان بنسبة 46.4% ذكور و53.6% إناث.